# NGC 3166
NGC 3166 is een balkspiraalstelsel in het sterrenbeeld Sextant. Het hemelobject werd op 19 december 1783 ontdekt door de Duits-Britse astronoom William Herschel.

## Synoniemen
- UGC 5516
- MCG 1-26-24
- ZWG 36.64
- KCPG 228A
- IRAS10111+0340
- PGC 29814